# نيكي جام: الفائز
نيكي جام: الفائز هو مسلسل تلفزيوني أمريكي عن السيرة الذاتية يستند إلى حياة مغني الريغيتون نيكي جام . المسلسل من إخراج جيسي تيريرو ،  وإنتاج Endemol Shine Boomdog لصالح تيليموندو ونتفليكس .   يقوم ببطولته نيكي جام باعتباره الشخصية الرئيسية. بدأ التصوير في 15 يناير 2018 ، ويتكون المسلسل من 13 حلقة. 
عُرض المسلسل لأول مرة في الولايات المتحدة على تيليموندو في 16 سبتمبر 2019 ،   بينما تم عرضه لأول مرة في إسبانيا و أمريكا اللاتينية على نتفليكس في 30 نوفمبر 2018.  